# Tzannis Tzannetakis
Tzannis Tzannetakis (Grieks: Τζαννής Τζαννετάκης) (Githion (Laconia), 13 september 1927 – Athene, 1 april 2010) was een Grieks politicus. Hij was van 1989 tot 1990 premier van Griekenland.
Tzannetakis diende bij de marine, maar nam ontslag op 22 april 1967, een dag nadat kolonel Georgios Papadopoulos een coup had gepleegd. Van 1969 tot 1971 werd hij gevangengezet, en daarna in ballingschap gestuurd. Nadat de democratie in 1974 was hersteld voegde hij zich bij de partij Nea Dimokratia (ND) van Konstantinos Karamanlis. In 1977 werd hij namens ND gekozen in het parlement. In de periode 1977-1981 functioneerde hij afwisselend als minister van Defensie, minister van Buitenlandse Zaken, minister van Toerisme en minister van Publieke Werken. De daaropvolgende verkiezingen werden gewonnen door PASOK en Nea Dimokratia maakte de daaropvolgende acht jaar deel uit van de oppositie.
Na de Griekse parlementsverkiezingen van juni 1989 was ND weer de grootste partij, maar de partijleider Konstandinos Mitsotakis kon geen regering vormen, omdat PASOK kort voor de verkiezingen een wet had aangenomen dat dit alleen mogelijk was als een partij een absolute meerderheid van stemmen had gekregen. Dit was niet het geval. Tzannetakis werd daarom naar voren geschoven en vormde een wankele regering met de Coalitie van Radicaal-Links. Tzannetakis diende zijn ontslag in 1990 in nadat deze partij de steun in de regering had opgezegd. Hij werd opgevolgd door de niet-partijgebonden Ioannis Grivas. De daaropvolgende verkiezingen werden wederom door ND gewonnen, maar weer had de partij geen absolute meerderheid. De 'oecumenische regering' die daarop gevormd werd door Xenophon Zolotas viel binnen vier maanden. De volgende verkiezingen werden ook gewonnen door ND, en met steun van een kleine partij wisten zij een meerderheid van slechts twee parlementsleden te vormen.
Tzannetakis was tot zijn dood lid van het parlement. Hij vertaalde enkele boeken over de hindoeïstische filosofie in het Grieks. Ook ontving hij enkele militaire onderscheidingen. Hij overleed op 1 april 2010 in een ziekenhuis in Athene.